# جوزيف كايزر
جوزيف كايزر هو مؤدي ومغني أوبرا كندي، ولد في 14 أكتوبر 1977.

## روابط خارجية
- جوزيف كايزر على موقع IMDb (الإنجليزية)
- جوزيف كايزر على موقع ميوزك برينز (الإنجليزية)
- جوزيف كايزر على موقع قاعدة بيانات الفيلم (الإنجليزية)